# Schemertoestand
In de psychiatrie wordt schemertoestand, een term die werd ingevoerd door de Duitse psychiater Richard von Krafft-Ebing (Dämmerzustand), gedefinieerd als een toestand van gedesorganiseerd bewustzijn, met gedaalde helderheid en perceptie en soms desoriëntatie. De patiënt blijft dagelijkse taken uitvoeren, maar zonder creativiteit. Hij kan wel routinezaken uitvoeren, maar nieuwe situaties kan hij niet aan. 
Een schemertoestand kan vergeleken worden met een black-out. Bijvoorbeeld: je rijdt met de auto en plots zit je 20 km verder. In feite is deze black-out (vaak tijdens dronkenschap) een typisch voorbeeld van schemertoestand.
Dit beeld wordt vooral gezien bij:
- cardiologische problemen
- zware infecties
- hyper- en hypoglykemie
- intoxicaties (bijvoorbeeld alcohol)
- traumata capitis

Ook bij epilepsie, hysterie en psychogene reacties en hevige emoties kan een schemertoestand voorkomen, maar dan spreekt men van een exogeen reactietype van Bonhoeffer.
Als bij een schemertoestand droombelevingen waargenomen worden waarover mensen kunnen praten maar die zij niet kunnen uitvoeren, praat men over een droom- of oneïroïde toestand. De differentiaaldiagnose moet steeds gemaakt worden met niet-exogene beelden zoals hysterie en epilepsie.